# Cantón de Massy-Oeste
El cantón de Massy-Oeste era una división administrativa francesa, que estaba situada en el departamento de Essonne y la región de Isla de Francia.

## Composición
El cantón estaba formado por una fracción de la comuna que le daba su nombre:
- Massy (fracción)

## Supresión del cantón de Massy-Oeste
En aplicación del Decreto nº 2014-230 de 24 de febrero de 2014, el cantón de Massy-Oeste fue suprimido el 22 de marzo de 2015 y su fracción de comuna pasó a formar parte del nuevo cantón de Massy.